# Black Tie White Noise
Black Tie White Noise ist das 18. Studioalbum von David Bowie und erschien am 5. April 1993 bei Savage Records/Arista Records.

## Entstehung und Stil
Aufgenommen wurde von April bis November 1992 in den Mountain Studios (Montreux), 38 Fresh (Los Angeles) sowie Hit Factory (New York City). Bowie produzierte das Album mit Nile Rodgers, mit dem er 1983 bereits Let’s Dance aufgenommen hatte. Die Aufnahmen folgten der Auflösung seiner Band Tin Machine sowie der Hochzeit mit dem Model Iman. Außerdem arbeitete er mit Gastmusikern wie Mike Garson und Mick Ronson, mit denen er bereits gemeinsam tätig gewesen war, sowie erstmals mit Lester Bowie und Chico O’Farrill. Das Titelstück wurde unter dem Eindruck der Unruhen in Los Angeles 1992 geschrieben, ansonsten geht es textlich nach seiner Hochzeit auch um zwischenmenschliche Harmonie. Das Album enthält neben rockigen und soulorientierten Stücken auch einige experimentelle, elektronische Klänge.

## Titelliste
Alle Titel wurden von David Bowie geschrieben, außer wo angegeben
| No.          | Titel                                       | Text                                       | Musik                 | Länge |
| ------------ | ------------------------------------------- | ------------------------------------------ | --------------------- | ----- |
| 1.           | „The Wedding“                               | instrumental                               |                       | 5:04  |
| 2.           | „You’ve Been Around“                        |                                            | Bowie, Reeves Gabrels | 4:45  |
| 3.           | „I Feel Free“ (feat. Mick Ronson)           | Pete Brown                                 | Jack Bruce            | 4:52  |
| 4.           | „Black Tie White Noise“ (feat. Al B. Sure!) |                                            |                       | 4:52  |
| 5.           | „Jump They Say“                             |                                            |                       | 4:22  |
| 6.           | „Nite Flights“                              | Noel Scott Engel                           | Engel                 | 4:30  |
| 7.           | „Pallas Athena“                             |                                            |                       | 4:40  |
| 8.           | „Miracle Goodnight“                         |                                            |                       | 4:14  |
| 9.           | „Don’t Let Me Down & Down“                  | Tahra Mint Hembara, trans. Martine Valmont | Hembara               | 4:55  |
| 10.          | „Looking for Lester“                        | instrumental                               | Bowie, Nile Rodgers   | 5:36  |
| 11.          | „I Know It’s Gonna Happen Someday“          | Morrissey                                  | Mark E. Nevin         | 4:14  |
| 12.          | „The Wedding Song“                          |                                            |                       | 4:29  |
| Gesamtlänge: | Gesamtlänge:                                | Gesamtlänge:                               | Gesamtlänge:          | 56:33 |

| No.          | Titel                                    | Remixer             | Länge         |
| ------------ | ---------------------------------------- | ------------------- | ------------- |
| 13.          | „Jump They Say“ (alternate mix)          | JAE-E               | 3:58          |
| 14.          | „Pallas Athena“ (Don’t Stop Praying mix) | Meat Beat Manifesto | 5:37          |
| 15.          | „Lucy Can’t Dance“                       |                     | 5:45          |
| Gesamtlänge: | Gesamtlänge:                             | Gesamtlänge:        | 15:20 (71:53) |

## Rezeption

### Rezensionen
Stephen Thomas Erlewine von AllMusic schrieb: „Black Tie White Noise displays greater musical ambition than any record he’d made since Scary Monsters, and while much of the record feels like unrealized ideas, there are songs where it all gels, like on the paranoid jumble of „Jump They Say,“ the aforementioned covers, the impassioned „You’ve Been Around,“ and the self-consciously smooth title track. Moments like these are the first in a long time to feel classically Bowie, and they point ahead toward the more interesting records he made in the second half of the ’90s, but they are encased in a production that not only sounds dated years later, but sounded dated upon its release in the spring of 1993, two years into the thick of alternative rock. At that point, the club-centric, mainstream-courting Black Tie White Noise seemed as an anachronism during the guitar-heavy grunge-n-industrial glory days...“

### Charts und Chartplatzierungen
| ChartsChartplatzierungen       | Höchstplatzierung | Wochen |
| ------------------------------ | ----------------- | ------ |
| Deutschland (GfK)              | 15 (13 Wo.)       | 13     |
| Österreich (Ö3)                | 18 (11 Wo.)       | 11     |
| Schweiz (IFPI)                 | 18 (8 Wo.)        | 8      |
| Vereinigtes Königreich (OCC)   | 1 (11 Wo.)        | 11     |
| Vereinigte Staaten (Billboard) | 39 (8 Wo.)        | 8      |

| ChartsJahrescharts (1993)    | Platzierung |
| ---------------------------- | ----------- |
| Vereinigtes Königreich (OCC) | 100         |

### Auszeichnungen für Musikverkäufe
| Land/Region                  | Auszeichnungen für Musikverkäufe (Land/Region, Auszeichnung, Verkäufe) | Verkäufe |
| ---------------------------- | ---------------------------------------------------------------------- | -------- |
| Japan (RIAJ)                 | Gold                                                                   | 100.000  |
| Kanada (MC)                  | Gold                                                                   | 50.000   |
| Vereinigtes Königreich (BPI) | Gold                                                                   | 100.000  |
| Insgesamt                    | 3× Gold ·                                                              | 250.000  |

Hauptartikel: David Bowie/Auszeichnungen für Musikverkäufe